# Mein Freund, der Wasserdrache
Mein Freund, der Wasserdrache ist ein Fantasyfilm, der 2006 gedreht wurde. Er basiert auf dem Kinderbuch Das kleine Seeungeheuer (The Water Horse) von Dick King-Smith, dem Autor von Ein Schweinchen namens Babe.

## Handlung
Rahmenhandlung, Teil 1: Ein alter Mann erzählt zwei jungen Touristen die wahre Geschichte eines Seeungeheuers.
Irgendwann im Zweiten Weltkrieg an der Küste Schottlands findet der kleine Angus beim Muschelsuchen am Ufer des Loch Ness einen merkwürdigen Gegenstand, der einem großen Ei ähnelt. Ohne zu wissen, worum genau es sich dabei handelt, nimmt Angus das Objekt mit nach Hause und versteckt es im Schuppen seines Vaters, der im Krieg ist und auf dessen Rückkehr Angus sehnsüchtig wartet.
Am nächsten Morgen macht der Junge eine überraschende Entdeckung: Aus dem eiförmigen Ding ist eine kleine Kreatur geschlüpft. Angus beginnt sofort damit, das stets hungrige Tierchen liebevoll aufzupäppeln und tauft seinen neuen, sanftmütigen Freund auf den Namen Crusoe. Rasch wächst der quirlige kleine Kerl zu einem großen Wasserdrachen heran, einem Fabelwesen, das man in Schottland eigentlich nur aus Mythen und Legenden kennt – und macht es Angus damit immer schwerer, ihn im Haus vor seiner Mutter und den übrigen Bewohnern zu verbergen, denn inzwischen hat die Armee das Herrenhaus in Beschlag genommen, um vor der Küste deutsche U-Boote zu jagen. Angus muss Crusoe also notgedrungen wieder zurück zum See bringen und setzt ihn damit – ohne es zu ahnen – einer großen Gefahr aus, denn Crusoe gerät vor die Kanonenrohre der Soldaten und droht durch dieses traumatische Erlebnis aggressiv und feindselig zu werden. In einer dramatischen Aktion kann Angus seinen Freund durch das Geschützfeuer der englischen Truppen hindurchleiten, die auf ein deutsches U-Boot zu schießen glauben. Am Ende zerreißt der Wasserdrache das U-Boot-Schutznetz und entkommt ins freie Meer, so dass Angus ihn niemals wiedersieht – genau wie seinen Vater, der in Wirklichkeit schon längst gefallen ist.
Rahmenhandlung, Teil 2: In der letzten Einstellung des Filmes hat Angus, inzwischen jener alte Mann, seine Geschichte gerade zu Ende erzählt, als ein kleiner Junge am Strand einen merkwürdigen, einem Ei ähnelnden Gegenstand findet.

## Kritik
„Groß angelegte Fantasy-Bestsellerverfilmung, unterhaltsam inszeniert nach Vorbildern wie „E.T.“ oder „Free Willy“, am Ende aber weder dramaturgisch noch tricktechnisch überzeugend. Vor allem verliert der Mix aus naivem Abenteuer, Melodram und Kriegsfilm seine Zielgruppe aus den Augen und gefällt sich im Reiz des Oberflächlichen.“

„Sozusagen ein weiterer Nessie-Film für die ganze Familie: Obwohl die Tricks von Jay Russells Regiearbeit ("Mein Hund Skip") recht ordentlich sind, ist die Story leider allzu vorhersehbar. So stellt sich leider bald schon Langeweile ein, zumal klar wird, dass nach dem Slapstick-artigen Beginn in der zweiten Hälfte ein Action geladenes Abenteuer folgen wird. Denn schließlich befinden wir uns ja in den Kriegsjahren.“

## Hintergrund
The Water Horse wurde zwischen Mai und September 2006 von Walt Disney Pictures und Walden Media an Schauplätzen in Neuseeland und Schottland gedreht. Die Effekte, die ein wenig an Eragon – Das Vermächtnis der Drachenreiter erinnern, stammen von Weta Digital. Der Film lief in den USA am 25. Dezember 2007 an, in Deutschland und Österreich am 31. Januar 2008.